# Долоп
Долоп (др.-греч. Δόλοψ) — имя ряда персонажей древнегреческой мифологии:
- троянец, сын Лампа и внук царя Лаомедонта, убитый в битве при кораблях Мегетом и Менелаем[1][2];
- ахеец, сын Клития, упомянутый в «Илиаде»: его убил Гектор[3][4];
- сын Гермеса, умерший в городе Магнесия[5], эпоним долопов[6];
- сын Крона, брат Хирона[7][8].